# ZVV Volendam
Lo Zaalvoetbalvereniging Volendam, noto semplicemente come ZVV Volendam è una squadra olandese di calcio a 5 con sede a Volendam.

## Storia
La società fu fondata nel 1979 come Blokhut e nei decenni successivi assorbì gradualmente tutte le altre società cittadine:
- VFA Voldafar, coppa d'Olanda 1993
- Intervent Volendam, campione dei Paesi Bassi nel 1979
- Café Rex Volendam, campione dei Paesi Bassi nel 1991
- Schoonmaakbedrijf Succes
- Gat van Nederland
- Groevenbeek
- Real Volendam
- Kras Boys, campione dei Paesi Bassi 1984, 1986, 1987; campione del Benelux 1984, 1985, 1986, Coppa dei Paesi Bassi 1995, due volte finalista all'European Champions Tournament.

## Rosa 2008-2009
| N. |                        | Ruolo | Calciatore       |
| -- | ---------------------- | ----- | ---------------- |
| -  | Paesi Bassi (bandiera) | G     | René Jonk        |
| -  | Paesi Bassi (bandiera) | P     | Erik de Koekkoek |
| -  | Paesi Bassi (bandiera) | G     | Johan Koning     |
| -  | Paesi Bassi (bandiera) | G     | Wimko Kras       |
| -  | Paesi Bassi (bandiera) | G     | René Kras        |
| -  | Paesi Bassi (bandiera) | G     | Henk Kras        |
| -  | Paesi Bassi (bandiera) | G     | Gerard Kroon     |
| -  | Paesi Bassi (bandiera) | G     | Job Kwakman      |
| -  | Paesi Bassi (bandiera) | G     | Sijmen Molenaar  |
| -  | Paesi Bassi (bandiera) | G     | Jan Molenaar     |

| N. |                        | Ruolo | Calciatore      |
| -- | ---------------------- | ----- | --------------- |
| -  | Paesi Bassi (bandiera) | G     | Kevin Muhren    |
| -  | Paesi Bassi (bandiera) | G     | Robert Mühren   |
| -  | Paesi Bassi (bandiera) | P     | Khalid Bchiri   |
| -  | Paesi Bassi (bandiera) | G     | Paul Snoek      |
| -  | Paesi Bassi (bandiera) | G     | Joey Tol        |
| -  | Paesi Bassi (bandiera) | G     | Nick Tuyp       |
| -  | Paesi Bassi (bandiera) | G     | Sam Veerman     |
| -  | Paesi Bassi (bandiera) | P     | Leslie de Zeeuw |
| -  | Paesi Bassi (bandiera) | G     | Keed Zwarthoed  |